# Модель нечіткого портфеля інвестицій

## Теорія нечітких рішень
Вперше теорія була запропонована у статті Беллмана і Заде «Decision — Making in Fuzzy Environment». В цій статті розглядається процес прийняття рішень в умовах невизначеності, коли цілі і обмеження задані нечіткими множинами. Прийнятя рішення — це вибір альтернативи, яка одночасно задовільняє, і нечіткі цілі, і нечіткі обмеження. В даному сенсі, цілі і обмеження є симетричними відносно рішення, що стирає різніцю між ними і позволяє представити рішення як злиття нечітких цілей і обмежень.

### Нечіткі цілі, обмеження, рішення
Нехай Х={x} — множина альтернатив. Нечітка ціль {\displaystyle \quad {\tilde {G}}} буде ототожнюватися з нечіткою множиною{\displaystyle \quad {\tilde {G}}} в Х. Наприклад, якщо альтернативи є дійсні числа, X=R, а нечітка ціль сформульована як «х має бути близько 10», то її можна представити начіткою множиною з такою функцією належності:
Аналогічним чином нечітке обмеження {\displaystyle \quad {\tilde {C}}} визначається як деяка нечітка множина на універсальній множині Х. Наприклад, нечітке обмеження «х має бути набагато більше ніж 8» при Х=R можна представити нечіткою множиною з такою функцією належності:
Нечітке рішення {\displaystyle \quad {\tilde {D}}} також визначається як нечітка множина на універсальній множині альнернативи Х. Функція належності цієї нечіткої безлічі показує наскільки добре рішення задовільняє нечіткі цілі і обмеження. Логічній операції І, яка пов'язує цілі та обмеження, відповідає операція перетину нечітких множин, Отже, рішення — це перетин нечіткої цілі з нечіткими обмеженнями:
{\displaystyle \quad {\tilde {D}}}={\displaystyle \quad {\tilde {G}}} {\displaystyle \cap } {\displaystyle \quad {\tilde {C}}}

## Принципи вибору портфеля інвестицій з використанням теорії нечітких рішень
Розглянемо загальні принципи вибору портфеля інвестицій з використанням теорії нечітких рішень. Позначимо через X множину n об'єктів інвестування, де ximin та ximax дорівнюватиме величині мінімально та максимально можливих вкладень в і-й об'єкт. Припустимо, що на ринку може виникнути m різних ситуацій, сценаріїв розвитку подій. Прибуток від інвестування в і-й об'єкт за умови розвитку k-го сценарію на ринку позначимо через Vik. Тоді дохід усього інвестиційного портфеля в k-ій ринковій ситуації дорівнюватиме Vk(x)={\displaystyle \sum _{i=1}^{n}Vx}. Для кожного сценарію інвестор визначає діапазон очікуваного доходу за деякий інвестиційний період, що знаходитиметься в межах від Vkmin до Vkmax. Рівень ефективності вкладення інвестицій в портфель х можна визначити за допомогою лінійної функції належності, що належить до проміжку [0, 1] і визначається формулою
Очевидно, що інвестор намагатиметься максимізувати свій дохід, тому оптимальним портфелем x0 буде такий, що задовольняє виконання умов:
Запропонований підхід дозволить здійснити оцінку прогнозованого доходу від інвестиційного портфеля використовуючи статистичні числові дані та експертні оцінки із врахуванням імовірних станів ринкового середовища.
За класичною портфельною теорією управління інвестиціями не завжди успішно узгоджується з реальним інвестуванням проектів через фондові ринки перед усім через відсутність стаціонарних цінових процесів, що не дозволяє описувати дохідність проекту випадковими величинами з відомими параметрами. Цінову історію індексів на фондових ринках можна розглядати як квазістатистику, яку зручно моделювати багатовимірним нечітко-імовірнісним розподілом з параметрами в формі нечітких чисел. Розв'язкомпортфельної задачі буде ефективна границя у вигляді нечіткоїфункції смугастого вигляду, яку слід привести до трикутного виду за відомими правилами. Кожному відрізку на ефективній границі, що відповідає абсцисі портфельного ризику ставиться у відповідність нечіткий вектор оптимальних портфельних часток.

## ВИКОРИСТАНІ ДЖЕРЕЛА
1. Недосекин А. О. Нечетко-множественный анализ риска фондовых инвестиций. — Санкт-Петербург, — 2002.
2. Bellman R., Zadeh L. Decision making in fuzzy environment // Management Science, — 1970, N17. — P. 141–164.
3. Ramaswamy S. Portfolio selection using fuzzy decision theory // Working Paper of Bank for International Settlements. — 1998, N59.
4. Орловский С. А. Проблемы принятия решений при нечеткой исходной информации. — М.: Радио и связь, 1981. — 286 с.